# Hôtel Costes
Pour les articles homonymes, voir Costes.

L’hôtel Costes est un hôtel parisien 5 étoiles de 84 chambres, fondé par Jean-Louis et Gilbert Costes en 1995 et décoré par Jacques Garcia. Situé au 239 rue Saint-Honoré et 7 rue de Castiglione, à égale distance de la place Vendôme et du jardin des Tuileries, il est aussi connu pour son bar, sa terrasse et son spa, ainsi que pour son ambiance musicale « lounge » façonnée par le DJ Stéphane Pompougnac jusque dans les années 2010. 
L'établissement obtient le label officiel cinq étoiles de l'Atout France le 23 juillet 2012. S'il s'agit d'un hôtel de luxe, sa stratégie est très différente de celle desdits palaces.

## Éléments historiques

### Préambule
La famille Costes, notamment Marie-Josèphe, possédait un restaurant gastronomique dans la région de l’Aubrac. Les deux fils de Marie-Josèphe Costes, Jean-Louis et Gilbert, nés dans les années 1950, arrivent à Paris durant leur adolescence dans les années 1960, où ils commencent à travailler comme serveurs. 
Ils ouvrent le Café Costes dans le quartier des Halles, décoré par Philippe Starck, en 1984,. « Nous étions les premiers dans Paris à mettre de la créativité et de la qualité dans le design d'un café ». Les deux frères ouvrent successivement d’autres établissements à Paris, avec une attention particulière pour la décoration.
Dans les années 1990, l’hôtel France et Choiseul (auparavant propriété de l'homme d'affaires Claude Dray) est racheté pour être transformé, et devient l’hôtel Costes.

### Histoire
L’hôtel ouvre en 1995. Il a été réaménagé en collaboration avec Klay Robson, développeur et consultant en construction, et il est reconnu aujourd’hui comme un endroit très luxueux. 
L’établissement exploite commercialement son nom avec la création de nombreux produits dérivés comme les chocolats, un parfum créé par Olivia Giacobetti, les Roses Costes Dani Roses de la chanteuse Dani, la liqueur, les bougies parfumées, les montres, les bagages et surtout les disques.
L'hôtel poursuit sa croissance en tant qu'établissement de luxe. En effet, cet établissement est notamment illustré par les vedettes. Surtout, l'ancien couple Vanessa Paradis et Johnny Depp s'y rencontrent. Pierre Lescure, Madonna ainsi que Sharon Stone fréquentent son restaurant tandis que Monica Bellucci et Sharon Stone aiment sa piscine au sous-sol. 
Europe 1 y enregistre avec Michel Field une émission radiophonique jusqu’en 2012. L’hôtel édite aussi un magazine, Palace Costes, diffusé à 40 000 exemplaires sous la responsabilité de Claude Maggiori, directeur artistique de L'Écho des savanes.

#### Décoration
Sa décoration commandée à l’architecte et décorateur Jacques Garcia, comme la plupart des établissements des frères Costes, est aussi emblématique du lieu : le magazine L'Express décrit le lieu comme « le dortoir le plus glamour de Paris », à la décoration « de bordel Troisième République » selon le journal Libération. 

« Partout des recoins intimes - avec confidents en poirier et fauteuils crapauds -, des chambres raffinées jusque dans les détails (tons pourpre et or, linge avec monogramme, etc.), un restaurant décoré par Jacques Garcia : ce palace très chic et feutré reste le repaire de la jet-set ! (Guide Michelin rouge 2012, p.1256) »

### Projet
Après avoir obtenu le classement officiel cinq étoiles d'Atout France le 23 juillet 2012, l'hôtel Costes concentre désormais sur les améliorations de qualité et agrandissement de l'établissement. Plus précisément, en vendant l'hôtel Costes K au groupe Ascott Limited, il a récemment acquis l'hôtel Le Lotti. Les deux hôtels seront fusionnés afin de parachever un seul établissement plus haut de gamme, dans le quartier de la Place-Vendôme où sont rassemblés plusieurs hôtels parisiens les plus prestigieux. En effet, l'augmentation de la concurrence dans la capitale touche si gravement les hôtels de luxe parisiens depuis quelques années que ce choix est bien expliqué. La nouvelle aile de l'hôtel située rue Castiglione est rénovée par Christian Liaigre.

## Hôtel Costes et les arts

### Hôtel Costespar Dominique Laty
Dans un livre publié en 2009, Misia Sert & Coco Chanel, Dominique Laty favorisant cet hôtel exprime bien ses caractéristiques  (Chapitre 2, Hôtel Costes, p.15-16).

### Compilations de l’Hôtel Costes

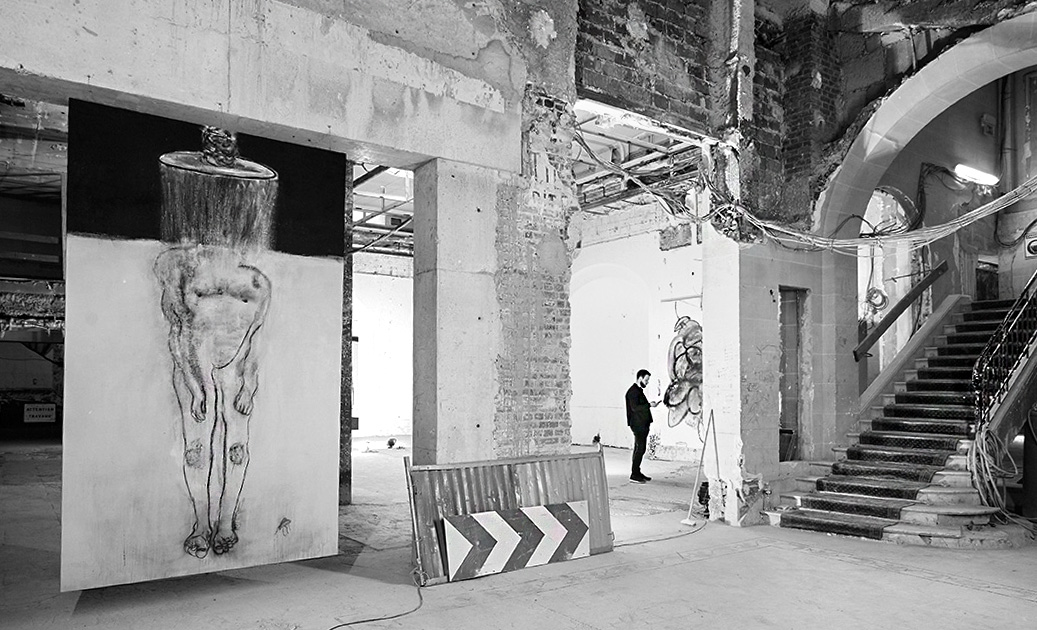
Louise Tilleke, Exposition EauMento, hôtel Costes, Paris.

Les disques portant le label de l’Hôtel Costes sont des compilations de musique lounge, éditées par Pschent depuis 1999. Celles-ci rencontrent le succès dès le début, avec deux disques d'or comptabilisés à l'issue du quatrième volume, pour un total de 750 000 exemplaires vendus en 2001, puis un million, quelque temps après. Le DJ Stéphane Pompougnac, qui travaille avec Jean-Louis Costes depuis 1997, signe ces compilations ; si la plupart comportent un simple numéro comme titre, le premier volume reprend le nom de l’ancien Hôtel France et Choiseul qui se trouvait à l’emplacement actuel du Costes.

### Expositions
L'hôtel Costes a accueilli entre 2015 et 2018 plusieurs expositions de l'artiste plasticienne Louise Tilleke.